# 안토노프 An-24
안토노프 An-24(영어: Antonov An-24, 러시아어: Антонов Ан-24)는 구 소련 안토노프 사가 (현재 우크라이나 지역) 개발한 기체이다. 이 항공기는 44~52개 좌석을 갖춘 단거리 쌍발 프로펠러 여객기로, 1960년에 처음 선보인 뒤 1963년부터 옛 소련과 중앙유럽, 아시아·아프리카의 제3세계 국가들에서 군용기와 민간 항공기로 사용되어 왔으며, 폭 29.2m, 길이 23., 높이 8.3m, 최대 무게는 2만1천kg, 최대 좌석 수는 52석이며, 최대 속도는 시속 500km, 항속거리는 2400km다. 북대서양 조약 기구는, 이 기체에 대해 "코크"(Coke)라고 하는 코드네임을 부여했다. 1978년 단종되었다. 고려항공의 경우, 1965년부터 사용하기 시작하였으며, 현재 5대가 운용 중이다. 주로 평양-선양간, 평양-블라디보스토크간 노선이나 국내선용으로 사용한다.
2007년 캄보디아 항공기 추락 사고의 사고기이기도 하며, 지난 2004년 1월, 우즈베키스탄에서 여객기가 추락해 37명이 숨졌다. 2005년 7월, 적도기니 바니에서 추락해 탑승자 60명 전원이 사망했다. 2006년 1월에도 슬로바키아 소속의 군용 AN-24가 헝가리 상공에서 추락, 42명이 사망했다.

## 제원 (An-24)
정보의 출처: Airliners.net
일반 특성
- 승무원: 3-4: 2 pilots, 1 flight engineer, (optional) 1 radio operator
- 용량: 52 passengers (AN-24V 50 passengers)
- 화물탑재량: 5,500 kg (12,000 lb)
- 길이: 23.53 m (77 ft 3 in)
- 날개폭: 29.20 m (95 ft 10 in)
- 높이: 8.32 m (27 ft 4 in)
- 날개면적: 75.0 m² (807 ft²)
- 공허중량: 13,300 kg (29,300 lb)
- 최대이륙중량: 21,000 kg (46,000 lb)
- 엔진: 2× Ivchenko AI-24A turboprops, 2,820 ehp (2,100 kW)  각각

성능
- 최대속도: 500 km/h (270 knots, 310 mph)
- 순항속도: 450 km/h (240 knots, 280 mph)
- 항속거리: 

  - With maximum payload: 750 km (404 nm, 466 mi)
  - With maximum fuel: 2,400 km (1,300 nm, 1,500 mi)
- 상승한도: 8,400 m (27,559 ft)

## 같이 보기
- Y-7 - 중국산 An-24
- 안토노프 An-26